# 88 Fingers Louie
88 Fingers Louie (alcune volte definiti semplicemente come 88 o 88 Fingers) sono stati una band hardcore punk proveniente da Chicago (Illinois).

## Storia

### Formazione ed esordi
Gli 88 si sono formati nella primavera del 1993, con la semplice intenzione di suonare musica divertente e sdolcinata per loro stessi. Presero il proprio nome da un personaggio di un episodio de I Flintstones, il quale vendette a Fred un pianoforte rubato. Alla fine del 1993 gli 88 pubblicarono con i propri sforzi il loro primo EP e sono apparsi in un paio di compilation locali prima di attrarre, nel 1994, l'interesse della Fat Wreck Chords (venendo inseriti nella compilation Fat Music for Fat People).

### 1994-1996
I loro primi EP, Go Away e Wanted, li fecero diventare dai critici la tipica "Fat Wreck Chords band", per la loro musica veloce e melodica, che si avvicinava molto allo skate punk
Il loro lavoro successivo, il 10" Totin' 40s and Fucking Shit Up, fu pubblicato dalla Rocco Records nel 1994, mentre per la Hopeless Records uscì il loro primo disco di studio, titolato Behind Bars. Nel 1996 la band partecipò ad un tour attraverso il Nord America e l'Europa. il quale venne seguito dalla pubblicazione del loro Ep successivo,Chicago Vs. Amsterdam.

### Scioglimento
In ogni caso i diversi mesi passati intour logorarono il gruppo e lo portarono ad una crescente agitazione, che fu la causa dello scioglimento, nel luglio del 1996. Il gruppo interruppe i concerti, nonostante ci fossero ancora diverse date da onorare. A dispetto dell'assenza degli 88, la Fat Wreck ripubblicò l'EP The Teacher Gets It e il 10" The Dom Years nel 1997, mentre la Hopeless Records pubblicò una raccolta di rarità e lavori precedentemente editi solo su vinile, la 88 Fingers Up Your Ass.

### Il gruppo si ricompone
Dopo un anno e mezzo di oblio, Dan Wlekinski (chitarra), Denis Buckley (voce) e Joe Principe (basso) riformarono i 88 Fingers Louie nel 1998, coinvolgendo il batterista John Carroll alla sezione ritmica. Il loro nuovo album, Back on the Streets, fu pubblicato nello stesso anno.

### Scioglimento finale
Gli 88 Fingers Louie si sciolsero definitivamente nel 1999.
- Joe Principe e Dan Wlekinski (sotto lo pseudonimo di "Mr. Precision") formarono successivamente i largamente affermati Rise Against.
- Dan lasciò la band subito dopo l'album di debutto e apparse successivamente in Break The Silence.
- Denis Buckley suonò nei The Story So Far
- Glenn Porter entrò a far parte degli Alkaline Trio, e attualmente suona nei The Moneychangers.

### Reunion
La band dopo quasi 18 anni di inattività, si riunisce nel 2016 e pubblica il 30 giugno 2017 un nuovo album: Thank You for Being a Friend.

## Membri
- Denis Buckley - voce
- Dan Wleklinski - chitarra
- Joe Principe - basso
- John Carroll - batteria
- Dominic Vallone (batterista della formazione originale)
- Glenn Porter

## Discografia

### Album studio
- 1995 - Behind Bars (Hopeless Records)
- 1997 - 88 Fingers Up Your Ass (Hopeless Records)
- 1998 - Back on the Streets (Hopeless Records)
- 2017 - Thank You for Being a Friend

### Raccolte
- 1997 - The Dom Years (Fat Wreck Chords)

### EP, split e demo
- 1993 - Demo autoprodotto
- 1993 - Go Away (EP Fat Wreck Chords)
- 1993 - Wanted - (EP Fat Wreck Chords)
- 1997 - The Teacher Gets It - (EP Fat Wreck Chords)
- 1999 - 88 Fingers Louie/Kid Dynamite (split EP con i Kid Dynamite, Sub City Records)